# Schleswig-Holsteins lantdag
Schleswig-Holsteins lantdag (tyska: Schleswig-Holsteinischer Landtag) är förbundslandsparlamentet i det tyska förbundslandet Schleswig-Holstein, med säte i förbundslandets huvudstad Kiel.
Lantdagen grundades i den brittiska ockupationszonen 1946 och de första allmänna valen hölls 1947. Sedan 1950 sammanträder lantdagen i Landeshaus i Kiel, ursprungligen uppfört 1888 som den kejserliga marinakademins byggnad.

## Roll
Den huvudsakliga uppgiften för lantdagen är att fungera som förbundslandets lagstiftande församling, med lagstiftande makt framförallt inom utbildningspolitik, kulturpolitik, fysisk planering och inrikesfrågor. Den väljer också Schleswig-Holsteins ministerpresident som leder förbundslandsregeringen, samt godkänner förbundslandsregeringens budget.

## Val
Val till lantdagen hålls normalt vart femte år, enligt samma princip som valet till Tysklands förbundsdag, med ett tvåröstsystem och kombination av enmansvalkretsar och proportionell representation från partilistor. En egenhet i Schleswig-Holsteins vallagstiftning är dock att det dansktalande minoritetspartiet Sydslesvigsk Vælgerforening (SSW) är undantaget från den femprocentsspärr som gäller övriga partier, för att garantera minoritetens representation enligt Köpenhamn-Bonn-förklaringarna 1955. 

### Valresultat

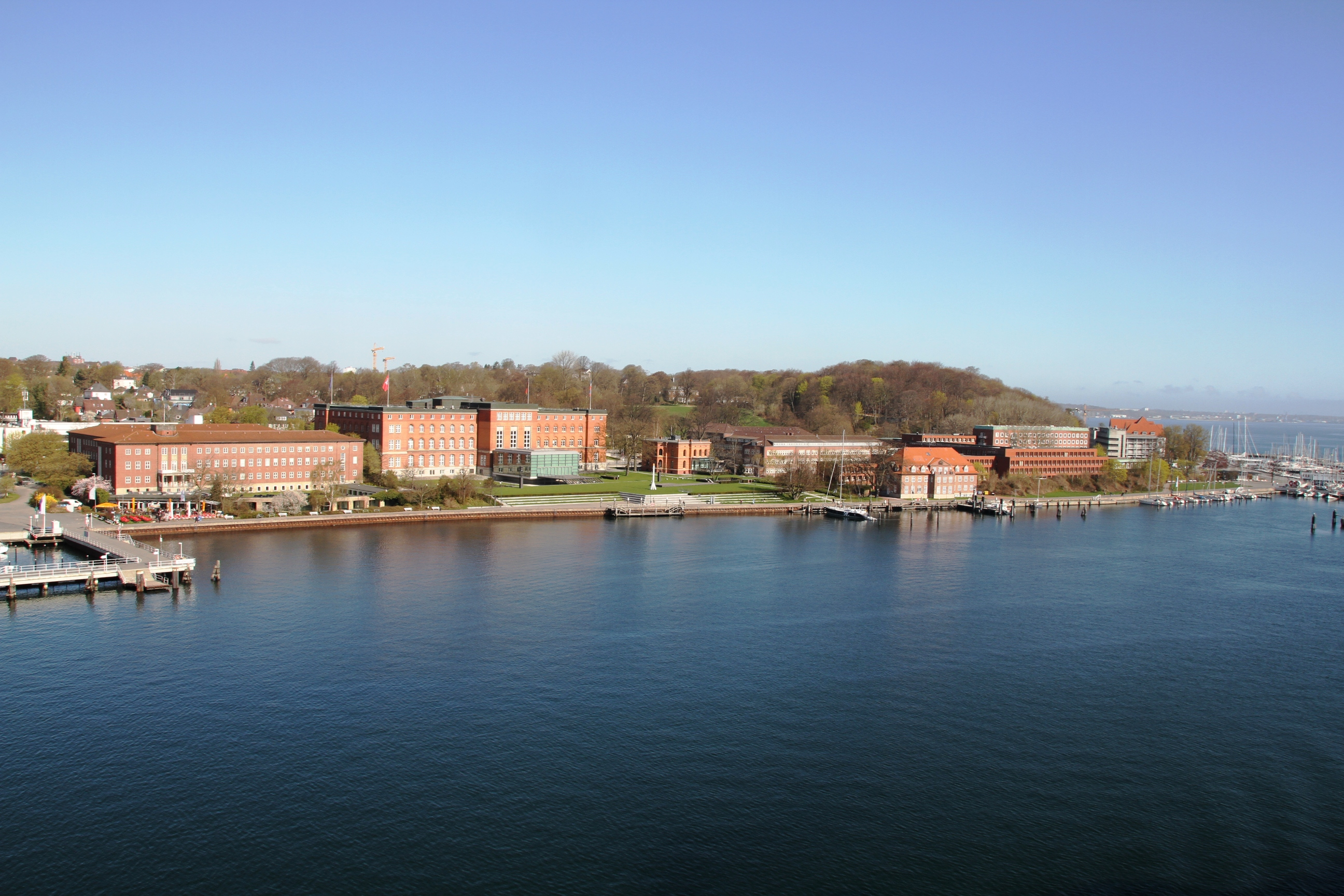
Landeshaus vid Kielfjorden är säte för lantdagen sedan 1950.

Röstandel i procent, antal mandat inom parentes.
| Val  | SPD        | CDU        | SSW      | FDP        | Grüne      | Linke    | Piraten  | AfD      |
| ---- | ---------- | ---------- | -------- | ---------- | ---------- | -------- | -------- | -------- |
| 2000 | 43,1% (41) | 35,2% (33) | 4,1% (3) | 7,6% (7)   | 6,2% (5)   | 1,4% (0) | -        | -        |
| 2005 | 38,7% (29) | 40,2% (30) | 3,6% (2) | 6,6% (4)   | 6,2% (4)   | 0,8% (0) | -        | -        |
| 2009 | 25,4% (25) | 31,5% (34) | 4,3% (4) | 14,9% (14) | 12,4% (12) | 6,0% (6) | 1,8% (0) | -        |
| 2012 | 30,4% (22) | 30,8% (22) | 4,6% (3) | 8,2% (6)   | 13,2% (10) | 2,3% (0) | 8,2% (6) | -        |
| 2017 | 27,2% (21) | 32,0% (25) | 3,3% (3) | 11,5% (9)  | 12,9% (10) | 3,8% (0) | 1,2% (0) | 5,9% (5) |
| 2022 | 16,0% (12) | 43,4% (34) | 5,7% (4) | 6,4% (5)   | 18,3% (14) | 1,7% (0) | -        | 4,4% (0) |